# Бикла
Бикла је алкохолно пиће које је познато Далмацији, како у Загори, тако и на острвима. Добија се мијешањем црног вина и млијека, најчешће у односу 1:1.

```
На острвима има друго име: на Брачу се зове 
хмутица
 или 
смутица
, а на 
Хвару
 и 
сумутва
, 
мућкалица
, 
хмутница
.
[
2
]
 За израду бикле може се користити 
козје
 или 
кравље
 млијеко. Боја бикле може бити свјетлије или тамније љубичаста, зависи од количине 
црног
 
вина
.
```

## Записи о бикли
Биклу први пут помиње дон Миховил Павлиновић у другој половини 19. вијека, након што ју је пронашао у Макарском приморју.
Франо Иванишевић је о бикли записао 1903. године: "Бикла је вино помишано с мликон по а по. Прије било је то угодно пиће, сада млађи не мару за биклон."
Милован Гаваззи говори: "да се у неким предјелима Далмације госту, родиљи или иначе исцрпљеној особи нуди хладно млијеко (или сирутка) с вином,  и то готово искључиво црвеним, као народно пиће за окрепу и освјежење (и то особито љети када има хладнога вина и млијека у подруму".
Данијел Алерић о бикли је написао и студију гдје наводи: "Бикла се ради тако да се у посуду напуњену црним вином намузе или налије бар још толико сирова млијека, али, често, и много више, овисно о укусу; при том вино игра пасивну улогу, очито, зато јер се сматра важнијим од млијека и јер се тако с њим боље измијеша и без употребе жлице."
Јуре Каштелан је написао: "Закучцу код Омиша прави пиће од црна вина и млијека, у односу пола према пола. Прави се у свако доба године, али само ради тога да послужи као лијек. Даје се болеснику који је болестан од неке лакше болести (тежему болеснику, на примјер, оному који је болестан од упале плућа, даје се пиће од вина и уља, такођер у односу пола према пола)."
Петар Гудељ је о бикли рекао: "Лоза и коза! Не састадоше се само на кланцу и у слику, него и у бикли, чудесном архајском напитку од тек умузена, још запјењена млијека и млада, тек преврела црнога вина."

## Бикла данас
У Вргорцу се почетком октобра сваке године одржава фестивал бикле назван Биклијада. На Брачу је у мају 2010. године одржана фешта гдје се пропагирала смутица, чиме се покушава оживјети ово традиционално пиће.